# Werkvertrag (Deutschland)
Ein Werkvertrag ist ein Typ privatrechtlicher Verträge über den gegenseitigen Austausch von Leistungen, bei dem sich ein Teil (Unternehmer) verpflichtet, ein Werk gegen Zahlung einer Vergütung (Werklohn) durch den anderen Vertragsteil (Besteller) herzustellen. Vertragstypisch ist der geschuldete Erfolg. In Deutschland sind Werkverträge nach § 631 ff. BGB geregelt.
Abzugrenzen ist der Werkvertrag vom Dienstvertrag und Kaufvertrag. Dabei ist beim Werkvertrag im Gegensatz zum Dienstvertrag ein bestimmter Erfolg geschuldet und nicht lediglich eine Tätigkeit oder Sorgfaltsverbindlichkeit. Beim Kaufvertrag ist nicht die Herstellung, sondern die Verschaffung der Sache Vertragsinhalt. Die Fälligkeit der Vergütung des Werkvertrags tritt mit der Abnahme des Werkes ein (§ 640, § 641 BGB). Damit tritt der Unternehmer mit der Erstellung des Werkes in Vorleistung, soweit nichts anderes vereinbart wurde. Die Herstellung beweglicher Sachen unterliegt kaufrechtlichen Regeln (§ 650 BGB). Der früher in diesen Fällen einschlägige Werklieferungsvertrag wurde im Zuge der Schuldrechtsmodernisierung abgeschafft.
Somit unterliegen insbesondere noch folgende Verträge dem Werkvertragsrecht:
- Herstellung unbeweglicher Sachen (Bauwerke)
- Herstellung von Sondermaschinen und Anlagen
- Instandsetzungsverträge
- Herstellung nichtkörperlicher Werke (z. B. Software, Bauplan, Gutachten)

Der Werkvertrag zielt auf ein festgelegtes Ergebnis, im Gegensatz etwa zum Dienstvertrag, der regelmäßige Erbringung zum Inhalt hat, und dem Kaufvertrag, der nicht auf einer vorher festgelegten Leistungsverpflichtung beruht (siehe auch Auftrag.).
Gegenstand typischer Werkverträge sind Bauarbeiten, Reparaturarbeiten, handwerkliche Tätigkeiten (beispielsweise Möbelanfertigung, Installation, Tapezieren, Anfertigen eines Maßanzuges), Transportleistungen (beispielsweise Taxifahrt), Herstellung von künstlerischen Werken (z. B. Bilder, Skulpturen) oder die Erstellung von Gutachten und Plänen.
In der öffentlichen Diskussion wird die Scheinselbstständigkeit als Problem angesehen, bei der Arbeitnehmer wie Unternehmer behandelt werden. Anstatt reguläre Leiharbeits- oder Arbeitsverträge abzuschließen, arbeiten die Beschäftigten im Rahmen eines Werkvertrags, um die Kosten für Lohnsteuer und Sozialversicherung einzusparen.

## Historische Entwicklung

### Werkverträge nach den Regularien des Bürgerlichen Gesetzbuchs
Die historischen Vorläufer des Werkvertrages lassen sich bis zum Römischen Recht zurückverfolgen. Dort wurde er dem Konsensualvertrag zugerechnet, eine Vertragsform, bei der es auf eine Mobiliarsachübergabe nicht ankam. Spezifischer zählte er zum Vertragstyp der Locatio conductio, unter den Verpflichtungsgeschäfte wie der Miet- und Pachtvertrag oder Geschäfte aus Dienstverhältnissen subsumiert wurden. In seiner Erscheinungsform als locatio conductio operis war er nach heutigem Verständnis Werkvertrag.
Seit seinem Inkrafttreten am 1. Januar 1900 ist der in den §§ 631 ff. geregelte Werkvertrag als einer der grundlegenden Vertragstypen fester Bestandteil des Bürgerlichen Gesetzbuchs. Zum Beispiel im Handwerk aber auch im Kulturbetrieb sind Werkverträge überwiegend eine unproblematische Kontraktform, weil die Auftragnehmer in diesen Branchen tatsächlich extern, weisungsungebunden sowie für unterschiedliche Auftraggeber konkrete „Werke“ erstellen und weil sie mit dieser Tätigkeit kein besser entlohntes Stammpersonal ersetzen. Diese Selbständigen tragen das volle unternehmerische Risiko und müssen sowohl für ihre Arbeitsmittel als auch für ihre soziale Absicherung aufkommen.

## Juristische Bedeutung

### Der Werkbegriff beim Werkvertrag
Beim Werkvertrag schuldet der Werkunternehmer dem Werkbesteller die Herstellung eines Werkes (§ 631 Abs. 1 BGB), das heißt die Herbeiführung eines bestimmten Erfolges tatsächlicher Natur und der Werkbesteller als Gegenleistung dem Werkunternehmer den vereinbarten Werklohn. Beim Werkvertrag ist die Herstellung eines Werkes die vertraglich geschuldete Leistung als Tatbestandsmerkmal. Daher genügt das Bemühen zur Herstellung eines Werkes für die Vertragserfüllung nicht, erforderlich ist ein konkreter Leistungserfolg. Dabei ist es unerheblich, ob das Werk eine Sache oder ein unkörperliches Produkt von Arbeit (z. B. Computerprogramme) ist. Der rechtliche Werkbegriff in diesem Sinne umfasst materielle und immaterielle Sachen, wie auch Erfolgsergebnisse einer Arbeit oder Dienstleistung (vgl. § 631 Abs. 2 BGB).

### Inhalte
- Detaillierte Aufgabenstellung
- Fertigstellungstermin
- Kosten
- Gewährleistungen
- Haftungsvereinbarungen
- Festlegungen zur Vertragskündigung
- Nutzungsrechte
- Zahlungsvereinbarungen

### Sonderformen
Sonderformen des Werkvertrags sind teils bereits im BGB vorgesehen (Reisevertrag), in anderen Gesetzen (Frachtvertrag (HGB)) oder haben sich in der Praxis herausgebildet (Beförderungsvertrag, Planungsvertrag). Einige sind auch von in der Praxis herausgebildet und dann in das BGB übernommen worden (Bauvertrag).
Bei einzelnen Vertragstypen ergibt sich die Einordnung als Werkvertrag erst durch die im Einzelfall getroffenen Regelungen (z. B. Geschäftsbesorgungsvertrag, dieser kann auch einen Dienstvertrag darstellen).
Der Werklieferungsvertrag stellt eine Mischform von Werkvertrag und Kaufvertrag dar.
In der Praxis wird ein Werkvertrag bei urheberrechtlich geschützten Werken mit einem Urheberrechtsvertrag gekoppelt. Damit regelt er auch das Nutzungsrecht durch den Auftraggeber. Eine Besonderheit ist das Übertragungsrecht an Dritte (d. h. Recht auf Weitervertrieb) für das eine angemessene Erlösbeteiligung vereinbart wird.
Zum Thema arbeitnehmerüberlassungsähnlicher Werkverträge siehe unten #Scheinwerkvertrag.

### Werklohn
Werklohn ist eine im Wirtschaftsleben häufige Bezeichnung für die Gegenleistung, die beim Werkvertrag für die Herstellung des Werks geschuldet wird. Das Bürgerliche Gesetzbuch spricht stattdessen von Vergütung und regelt diese in § 632 BGB.
Zur Höhe der Vergütung heißt es in § 632 Abs. 2 BGB: Ist die Höhe der Vergütung nicht bestimmt, so ist bei dem Bestehen einer Taxe die taxmäßige Vergütung, in Ermangelung einer Taxe die übliche Vergütung als vereinbart anzusehen.
Die Höhe der Vergütung kann danach im Vertrag frei vereinbart werden, soweit nicht in gesetzlichen Vergütungsordnungen („Taxe“) für bestimmte Werkleistungen zwingende Vorschriften bestehen, z. B. in der HOAI für die Objektplanung durch Architekten und Ingenieure, der VOB/B für Bauleistungen oder für Beförderungsleistungen im öffentlichen Personennahverkehr. Fehlt es an einer konkreten Vereinbarung zur Vergütungshöhe und einer Taxe, so gilt die übliche Vergütung als vereinbart. „Üblich“ ist eine Vergütung, die zur Zeit des Vertragsschlusses nach allgemeiner Auffassung der beteiligten Kreise am Ort der Werkleistung gewährt zu werden pflegt.

### Vergütungsformen
Sowohl bei einer vereinbarten Vergütung als auch bei der üblichen Vergütung kommen im Wesentlichen folgende Möglichkeiten der Bestimmung der Vergütung in Betracht:
Vergütung nach Einheitspreisen
Diese Art der Vergütungsberechnung ist oftmals die übliche. Es wird ein bestimmter Preis pro Leistungseinheit (pro Stück, pro laufenden Meter oder pro Quadratmeter) vereinbart, beispielsweise bei einem Auftrag, 8 m² Gipskartonwand zum Preis von 25,40 €/m² zu errichten. Wesentlicher Bestandteil des Vertrags ist die Festlegung der Einheitspreise, die der Auftragnehmer auf der Grundlage des Tariflohns seiner Arbeiter, des geschätzten Zeitaufwands pro Leistungseinheit, der Materialkosten, allgemeinen Geschäftskosten und eines Zuschlags für Wagnis und Gewinn kalkuliert.
Damit ist die Vergütung von der zeitlichen Dauer der Leistungserbringung unabhängig. Sie ist für den Auftraggeber leichter einzuschätzen als ein erforderlicher Zeitaufwand, muss nicht vom zeitlichen Ablauf her kontrolliert werden und erhöht sich nicht, wenn der Auftragnehmer langsam arbeitet oder ungeschicktes Personal einsetzt. Im Vertrag wird in der Regel vorläufig ein mehr oder weniger genau ermittelter Aufwand (die Zahl der Leistungseinheiten) zugrunde gelegt. Die endgültige Vergütung ergibt sich dann aus einem nach Leistungserbringung erstellten genauen Aufmaß. Dadurch kann sich endgültig ein gegenüber den vorläufigen Annahmen im Vertrag abweichender höherer oder niedrigerer Werklohn ergeben.
Vergütung nach Zeitaufwand
Hier wird der erforderliche Zeitaufwand ermittelt und vergütet. Im Vertrag wird vereinbart, welche Stundensätze zur Anwendung kommen, ob Fahrtzeiten zum Einsatzort oder zur Materialbeschaffung vergütet werden und zu welchen Preisen benötigtes Material abgerechnet wird.
Vergütung nach Pauschalpreis
Hierbei wird die zu erbringende Leistung detailliert oder nur allgemein nach dem zu erreichenden Leistungsziel festgelegt und hierfür ein Pauschalpreis vereinbart. Ist der Aufwand für die festgelegte Leistung höher als erwartet, ändert sich deshalb der Preis in der Regel nicht.

### Fälligkeit der Vergütung
Nach § 641 BGB ist die Vergütung bei der Abnahme des Werkes zu entrichten. Der Unternehmer hat also vorzuleisten und bekommt seine Vergütung erst nach vertragsgemäßer Fertigstellung ohne wesentliche Mängel und Abnahme durch den Besteller. In bestimmten Fällen gibt es jedoch nach dem Gesetz (§ 632a BGB) oder vertraglicher Vereinbarung einen Anspruch auf Abschlagszahlungen für bereits erbrachte Leistungsteile.

### Kostenvoranschlag
Die Vergütung für die Werkleistung ist in § 632 geregelt. Zur Werkleistung gehört nicht der Kostenvoranschlag. Soll der Besteller die Kosten des Kostenvoranschlags tragen, ist dies zu vereinbaren. Der Kostenvoranschlag ist eine Vorkalkulation des Unternehmers über die anfallenden Kosten der Werkleistung.

### Gewährleistung
Ist das Werk mangelhaft, ergeben sich die Rechte des Bestellers aus § 634 BGB. Über die Gewährleistung beim Kaufvertrag hinaus, ist auch die Selbstvornahme des Bestellers ausdrücklich geregelt (§ 634 Nr. 2, § 637 BGB).

### Kündigung
Die freie Kündigung eines Werkvertrages ist in § 648 geregelt. Der Vertrag kann bis zur Vollendung vom Besteller gekündigt werden. Der Unternehmer ist im Falle der Kündigung berechtigt, die vereinbarte Vergütung zu verlangen – allerdings abzüglich dessen, was er durch die Aufhebung des Vertrages einspart oder durch anderweitige Verwendung seiner Arbeitskraft erwirbt. Auch mögliche Einsparungen, die in böser Absicht unterlassen werden, muss sich der Unternehmer von der vereinbarten Vergütung abziehen lassen.
Daneben gibt es die in § 648a geregelte Kündigung aus wichtigem Grund. Ein wichtiger Grund liegt vor, wenn dem Vertragspartner die Fortsetzung des Vertrages bis zur Fertigstellung des Werkes nicht zugemutet werden kann. Häufiger Fall in der Praxis ist, dass es für den Besteller bereits absehbar ist, dass die Werkleistung grob mangelhaft sein wird und der Unternehmer nicht bereit ist, Abhilfe zu schaffen. Der Unternehmer ist nur berechtigt, die Vergütung zu verlangen, die auf den bis zur Kündigung erbrachten Teil des Werkes entfällt.

### Abgrenzung
Ein individuell angefertigter Treppenlift wird üblicherweise nicht als solches gekauft (Werkliefervertrag), sondern der Einbau wird ebenfalls vom Kunden gewünscht und nur ein funktionsfähig eingebauter Treppenlift gewünscht (Werkvertrag). Der BGH urteilte: „Bei der Bestellung eines Kurventreppenlifts, der durch eine individuell erstellte Laufschiene auf die Wohnverhältnisse des Kunden zugeschnitten wird, steht für den Kunden nicht die Übereignung, sondern der Einbau eines Treppenlifts als funktionsfähige Einheit im Vordergrund, für dessen Verwirklichung die Lieferung der Einzelteile einen zwar notwendigen, aber untergeordneten Zwischenschritt darstellt.“

## Scheinwerkvertrag
Werkverträge werden auch eingesetzt, um für den Werkbesteller teurere oder strenger reglementierte Vertragsformen wie einen Arbeitsvertrag oder Arbeitnehmerüberlassung zu umgehen.

### Geschichtliche Entwicklung von Scheinwerkverträgen

#### Werkverträge als Instrument zur Umgehung des Anwerbestopps 1973
Nach dem Anwerbestopp 1973 wurden Werkverträge genutzt, um ausländische Arbeitnehmer kurzzeitig in die BRD entsenden zu können. Durch Abschluss eines Werkvertrages mit einem ausländischen Vertragspartner konnten deutsche Unternehmen vom Gefälle zwischen bundesdeutschen Tariflöhnen und den geringeren Löhnen profitieren, die ein ausländischer Werkvertragsunternehmer den von ihm angeheuerten Arbeitskräften zahlte. Der deutschen Wirtschaft wurde auf diese Weise ein „zeitlich befristeter und flexibler Zugriff auf ausländisches Arbeitskräftepotential“ ermöglicht. Da für die ausländischen Werkvertragsarbeiter weder die inländischen Tarife noch die Standards des deutschen Arbeits- und Sozialrechts galten, sondern die ihrer Herkunftsländer, zog die Etablierung dieser Lohnform das Nebeneinander unterschiedliche Arbeits- und Sozialstandards in einem Betrieb nach sich. Nach Angaben der damaligen Bundesanstalt für Arbeit wurden in den 1970er-Jahren Werkvertragsarbeiter aus Jugoslawien, Polen und Ungarn auf dem bundesdeutschen Arbeitsmarkt eingesetzt.

#### Staatliche Bemühungen zur „Rückführung“ ausländischer Arbeitskräfte ab 1981
Mit Blick auf den Anstieg der Massenarbeitslosigkeit und vorgeblich zur Prävention von „Fremdenhass“ beschloss das von Helmut Schmidt geführte Bundeskabinett im November 1981, die Anzahl von in der Bundesrepublik erwerbstätigen Ausländern zu reduzieren. Im Zuge der folgenden Restriktionen in der „Ausländerpolitik“ reduzierte sich auch die Zahl von Werkvertragsarbeitnehmern aus dem nicht der EG angehörenden Ausland zwischen 1981 und 1985 von 26.300 auf 8.830. Mit der Konjunkturbelebung erhöhte sich die entsprechende Zahl bis 1988 wieder auf knapp 14.500.

#### Werkvertragsabkommen mit MOE-Staaten ab Ende der 1980er-Jahre
Ab Ende der 1980er-Jahre schloss die Bundesrepublik Deutschland eine Reihe von Werkvertragsabkommen mit mittel- und osteuropäischen Staaten wie Jugoslawien, Ungarn, Polen, der Tschechoslowakei, Rumänien, Bulgarien, Lettland, Bosnien-Herzegowina und Mazedonien, aber auch mit der Türkei ab. Die in diesen Abkommen vereinbarten Kontingente an Werkvertragsarbeitnehmern stellten unter anderem die Versorgung der wiedervereinigungsbedingt boomenden Baubranche mit kostengünstigen Arbeitskräften sicher. Beim so genannten „Aufbau Ost“, aber auch auf den Großbaustellen Berlins bildeten sich durch den Abschluss von Werkverträgen intransparente und schwer kontrollierbare Subunternehmerketten, die vor allem dem Zweck dienten, Generalunternehmern und Bauherren die Sozialversicherungsabgaben für das eingesetzte Personal zu ersparen.

#### Krise der Baubranche und Verringerung der Werkvertragskontingente ab Mitte der 1990er Jahre
Als die Sonderkonjunktur in der Bauwirtschaft Mitte der 1990er-Jahre an ein Ende geriet, führte der Anstieg der Arbeitslosenquoten im Bausektor auch zu einer öffentlichen Problematisierung der Werkvertragsabkommen. Illegale Praxen der Arbeitnehmerüberlassung durch Scheinwerkverträge, aber auch systematische Verletzungen geltender Tarifstandards durch echte Werkverträge standen im Zentrum der Kritik. Die Bundesregierung verschärfte daraufhin das Verfahren zur Genehmigung von Werkverträgen, aber auch die Kontrollen und Sanktionen.

#### Werkverträge im Gefolge von Arbeitsmarktreformen und EU-Osterweiterung 2004
Die Arbeitsmarktreformen der rot-grünen Bundesregierung unter Gerhard Schröder machten den Einsatz von Leiharbeitskräften für einige Jahre zum bevorzugten Instrument der Lohnkostenreduzierung und ließen die Vergabe von Werkverträgen, die bis dahin diese Funktion erfüllt hatte, etwas in den Hintergrund treten. Die Vergabe von Werkverträgen kam aber nicht zum Erliegen. So vergrößerte sich durch die am 1. Mai 2004 in Kraft getretene EU-Osterweiterung der Geltungsbereich der Dienstleistungsfreiheit um zehn Beitrittsländer. Hiermit eröffnete sich auch Branchen außerhalb des Bausektors die Möglichkeit, zwischenstaatliche Unterschiede im Lohnniveau durch die Vergabe von Werkverträgen auszunutzen. Unter anderem auf Druck der Gewerkschaft Nahrung-Genuss-Gaststätten wurde vor allem der Einsatz niedrig entlohnter osteuropäischer Werkvertragsarbeiter auf deutschen Schlachthöfen breiter diskutiert. Abgesehen davon schlossen große und mittlere Unternehmen auf dem Wege des Outsourcings auch immer häufiger Werkverträge, um die Arbeit in Kantinen, in der Gebäudereinigung, in der Überwachung ebenso wie in den Fuhrparks, Lagern und Callcentern von untertariflich arbeitenden Fremdfirmen erledigen zu lassen.

#### Werkverträge als Ersatz für Leiharbeit im Gefolge der BAG-Entscheidung 2010
Am 14. Dezember 2010 erklärte das Bundesarbeitsgericht alle von der Tarifgemeinschaft Christlicher Gewerkschaften für Zeitarbeit und Personal-Service-Agenturen (CGZP) seit 2003 ausgehandelten Tarifverträge im Rahmen von Arbeitnehmerüberlassung für ungültig. Mit der im Mai 2011 veröffentlichten Entscheidung eröffnete das Gericht Leiharbeitern die Möglichkeit, nachträglich gleichen Lohn für gleiche Arbeit einzuklagen. Nach dieser Gerichtsentscheidung verlagerte sich das Interesse beispielsweise von Siemens vom Einsatz von Leiharbeitern zurück zum Abschluss von Werkverträgen, beispielsweise in der Produktion und in der Verwaltung. Dies ermöglicht Siemens etwa die Umgehung des Betriebsrates bei Mitbestimmungsrechten. Dieser Strategiewechsel wurde seit Ende 2011 von einer breiten politischen Debatte über den „Missbrauch“ von Werkverträgen begleitet. Neu an dieser Entwicklung ist, dass Werkverträge nicht mehr nur eine Angelegenheit mehrfach benachteiligter Beschäftigtengruppen (Ungelernte, Frauen oder Migranten) sind, sondern auch in jene Kernbereiche der industriellen Produktion Einzug halten, die der Öffentlichkeit lange Zeit als relativ gut geschützte „Hochlohnsektoren“ galten.

### Positionen

#### Position der Unternehmer
Unternehmerverbände wie die BDA, der Zentralverband des deutschen Handwerks oder der Handelsverband Deutschland sahen im Jahr 2012 für die Praxis der Werkvertragsvergabe keinen gesetzlichen Handlungsbedarf. Aufträge in Form von Werkverträgen gehörten vielmehr zum Kernbereich unternehmerischer Entscheidungsfreiheit und seien insofern durch die Eigentumsgarantie des Grundgesetzes geschützt. „Werkverträge sichern Arbeitsplätze bei den Werkunternehmen und in den Einsatzbetrieben. Es besteht deshalb keinerlei Grund, das Instrument der Werkverträge zu diskreditieren, in Frage zu stellen oder gesetzlich zu verändern. Eine solche Einschränkung von Werkverträgen kann vielmehr die positiven Effekte von industrienahen Dienstleistungen, die Ausdruck der zunehmenden Arbeitsteilung und Spezialisierung nicht nur im produzierenden Gewerbe sind, behindern und damit Beschäftigungschancen gefährden.“
Die Industrie- und Handelskammer für München und Oberbayern ermahnt 2017 ihre Mitglieder im Vorgriff auf Änderungen bei der Arbeitnehmerüberlassung und neue Regelungen gegen den Missbrauch von Werkverträgen zum 1. April 2017, im eigenen Interesse streng darauf zu achten, dass die Grenze zwischen ihrer Stammbelegschaft und nicht von dem Betrieb selbst Beschäftigten nicht verwischt wird, da der Betrieb sonst Gefahr laufe, mit dem Vorwurf der Scheinselbstständigkeit oder der verdeckten Arbeitnehmerüberlassung konfrontiert zu werden. Das bedeutet vor allem, dass Routinearbeiten in der Regel nicht von Externen erledigt werden sollen.

#### Position der Gewerkschaften
Die DGB-Gewerkschaften kritisieren, dass Werkverträge in vielen Unternehmen und Branchen zum Zwecke der Lohnkostensenkung missbraucht werden würden. Durch den Missbrauch von Werkverträgen hätten sich auch die Spaltungslinien innerhalb von Belegschaften vertieft. Das Zweiklassensystem aus Stammbelegschaften und Leiharbeitern habe sich zu einem Mehrklassensystem aus Stammpersonal, Leiharbeitern, Werkvertragsbeschäftigten und Leiharbeitern von Werkvertragsunternehmen erweitert. Zur Unterbindung des Missbrauchs von Werkverträgen setzte sich der DGB 2012 für eine klare gesetzliche Unterscheidung von Werkvertragsarbeit und Arbeitnehmerüberlassung, für bessere Mitbestimmung, eine Stärkung der Finanzkontrolle Schwarzarbeit sowie für einen allgemeinen gesetzlichen Mindestlohn ein.

#### Positionen der politischen Parteien im Bundestag
Position der CDU/CSU
In einer Bundestagsdebatte am 28. Juni 2012 warnten Redner aus der CDU/CSU-Bundestagsfraktion die Oppositionsparteien vor einer Dramatisierung der mit Werkverträgen möglicherweise verbundenen Probleme. Aufgrund der klaren juristischen Regelung von Werkverträgen und der Funktionsfähigkeit der Sozialpartnerschaft sei die verhältnismäßig geringe Zahl der betroffenen Arbeitnehmer alles andere als schutzlos. In ihrer Antwort auf eine Kleine Anfrage der Linksfraktion bestritt die Bundesregierung am 28. Juli 2011, dass es einen gesetzgeberischen Handlungsbedarf zur Regulierung von Werkverträgen gäbe. Im Vorwahlkampf 2013 änderten CDU und CSU ihre Positionen allerdings und sprachen sich für konkrete Maßnahmen zur Verhinderung des Missbrauchs von Werkverträgen aus. In der Großen Koalition mit der SPD nahmen die Unionsparteien gemeinsam mit der SPD den Kampf gegen Scheinwerkverträge und verdeckte Arbeitnehmerüberlassung auf, so dass mit den Stimmen der die Bundesregierung stützenden Parteien am 21. Oktober 2016 das Arbeitnehmerüberlassungsgesetz geändert wurde. Die Änderungen wurden vom Bundesrat am 25. November 2016 bestätigt. Sie treten am 1. April 2017 in Kraft. Im November 2015 hatte Bundeskanzlerin Angela Merkel jedoch auf dem Arbeitgebertag geäußert, die Bundes-Arbeitsministerin Andrea Nahles (SPD) sei in Sachen „Bekämpfung des Missbrauchs von Werkverträgen“ zu weit gegangen.
Position der SPD
In Übereinstimmung mit dem gewerkschaftlichen Standpunkt sprach sich die SPD als Oppositionspartei 2013 für eine Bekämpfung des Missbrauchs von Werkverträgen aus. Von einem Missbrauch müsse gesprochen werden, weil durch Werkverträge bestehende Tarifstandards unterlaufen würden. Vielen Unternehmen gelänge es durch juristische Tricks, unter dem Deckmantel von Werkverträgen Leiharbeit in ihren Dienst zu nehmen. Das Arbeitnehmerüberlassungsgesetz sollte Scheinwerkverträge deshalb genauer definieren. Außerdem seien die Mitbestimmungsrechte von Betriebsräten auszudehnen, wenn es um den Einsatz von Fremdpersonal in ihrem Unternehmen ginge.
Position der FDP
Die FDP opponiert generell heftig gegen Pläne, eine „Reform der Reform“, d. h. der Agenda 2010, in Angriff zu nehmen. „Das geplante Gesetz zu Zeitarbeit und Werkverträgen ist nun ein weiterer, selbst für hartgesottene Beobachter unerwarteter Tiefpunkt. Im Schatten der Flüchtlingskrise wird ein Entwurf vorgelegt, der im Kern einer der Wurzeln des menschlichen Wohlstandes misstraut: der arbeitsteiligen Wirtschaft. Das Gesetz hätte verhängnisvolle Auswirkungen. Vor allem weil man sich zu einer äußerst problematischen Legaldefinition des Arbeitsverhältnisses aufgeschwungen hat. Die unternehmerische Entscheidung darüber, etwas selbst zu tun oder als Dienstleistung bei spezialisierten Experten einzukaufen, wird so zum personalpolitischen Vabanquespiel. Dass in Zukunft noch ein selbständiger Dienstleister die Betriebskantine betreiben kann oder externe IT-Experten mit der eigenen IT-Abteilung sinnvoll zusammenarbeiten können, erscheint zweifelhaft, wenn nicht ausgeschlossen. Das ist für sich genommen schon Unsinn. Im Zeitalter der Digitalisierung, die Spezialisierung und Arbeitsteilung gleichermaßen fördert und erfordert, ist es Wahnsinn.“
Position der Partei Die Linke
Die Bundestagsfraktion der Partei Die Linke hält die Vergabe von Werkverträgen für ein „strategisches Mittel zur Deregulierung“. Mit diesem Instrument würden Tarifverträge unterlaufen, Belegschaften gespalten und Mitbestimmungsmöglichkeiten ausgehöhlt. Dem Missbrauch von Werkverträgen zum Zweck des Lohn- und Sozialdumpings müsse durch eine konsequente Umsetzung des Prinzips „Gleicher Lohn für gleiche Arbeit“ begegnet werden, nicht zuletzt im Arbeitnehmerüberlassungsgesetz.
Position von Bündnis 90/Die Grünen
Abgeordnete von Bündnis 90/Die Grünen beklagen, dass Unternehmen durch die Vergabe von Werkverträgen ein neues Mittel gefunden hätten, auf Kosten von Beschäftigten ihre Gewinne zu steigern. Die in Form des Nebeneinanders von Stammbelegschaften und Leiharbeitskräften bereits existierende Zweiklassengesellschaft im Unternehmen würde dadurch um eine dritte Klasse der Werkvertragsbeschäftigten ergänzt. Um dem Lohndumping Einhalt zu gebieten, forderte die Bundestagsfraktion Bündnis 90/Die Grünen im Jahr 2011 die Einführung eines allgemeinen Mindestlohns, die bessere finanzielle Ausstattung der Finanzkontrolle Schwarzarbeit und mit ihr eine wirksame Unterbindung illegaler Formen von Leiharbeit.